# Schürensöhlen
Schürensöhlen ist eine Gemeinde im Kreis Herzogtum Lauenburg in Schleswig-Holstein.

## Geschichte
Der im 13. Jahrhundert gegründete Ort hieß erst Schönborn und besaß eine eigene Wallfahrtskirche. Er gehörte nacheinander zu Holstein, zum Hamburger Domkapitel, teilweise zu Wedel sowie zu Lauenburg.  Er wurde später verlassen und erst im 17. Jahrhundert an gleicher Stelle als Nevendorf wiedergegründet. Der alte Name wurde bald wieder angenommen und niederdeutsch in Schürensöhlen abgeändert.

## Politik

### Gemeindevertretung
Bei der Kommunalwahl 2023 errang die Unabhängige Freie Wählergemeinschaft Schürensöhlen erstmals alle sieben Sitze in der Gemeindevertretung. Die Wahlbeteiligung betrug 67,4 Prozent.

### Wappen
Blasonierung: „Durch einen breiten silbernen Schrägwellenbalken von Blau und Rot geteilt. Oben eine silberne Glocke, unten ein silberner, blau gefüllter Brunnen.“